# Londotuin

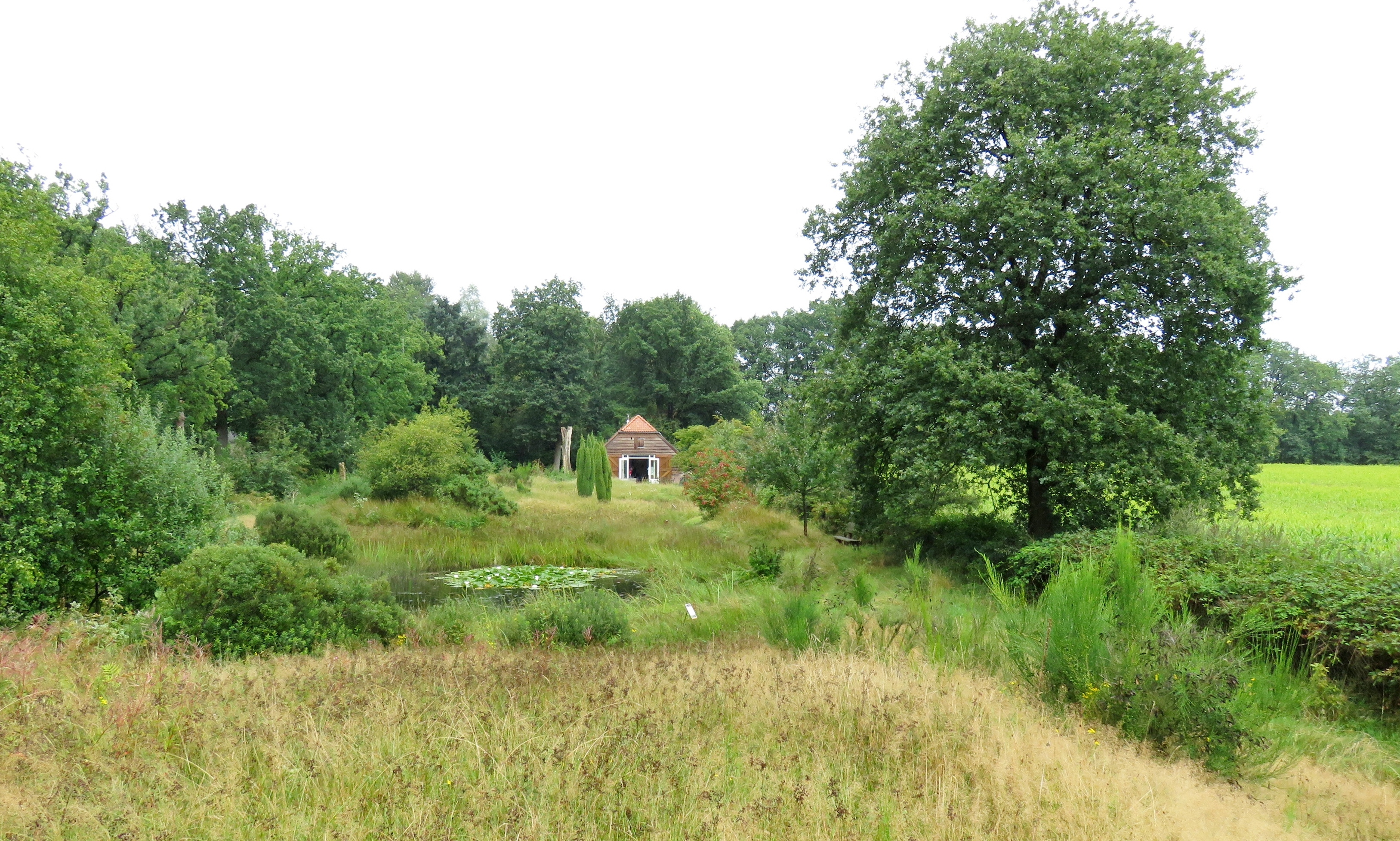
Gezicht vanaf de vijverheuvel naar de werkschuur

De Londotuin is een heemtuin bij Leersum in de Nederlandse provincie Utrecht. De tuin is in zijn huidige vorm gesticht in 1997. Er vlakbij, op terrein van het kasteel Broekhuizen, lag al sinds 1972 een heemtuin. De tuin ontleent zijn naam aan Ger Londo, botanicus, en wordt beheerd door een werkgroep van de Vereniging voor Dorp en Natuur Amerongen-Leersum.

## Geschiedenis
In 1971 betrok het Rijksinstituut voor Natuurbeheer (RIN) het kasteel Broekhuizen in Leersum. Op het landgoed werd al snel een proeftuin gevestigd. Bij de aanleg van deze heemtuin werden een aantal verschillende grondsoorten uit allerlei delen van Nederland gebruikt. Vanuit het RIN werd in die tijd experimenteel onderzoek gedaan naar wat we tegenwoordig natuurontwikkeling noemen.  Had de heemtuin dus aanvankelijk een functie ten behoeve van wetenschappelijk onderzoek, vanaf het begin van de jaren negentig van de twintigste eeuw werd de tuin ook gebruikt voor natuur- en milieu-educatieve doeleinden door de Vereniging voor Dorp en Natuur Amerongen-Leersum.
In 1996 verhuisde het RIN - dat inmiddels Instituut voor Bos- en Natuurontwikkeling was gaan heten - naar Wageningen. Kasteel Broekhuizen werd verkocht aan een particulier. De proeftuin kon niet worden gehandhaafd. Op initiatief van Mevr. Phine Dalmeijer van de Vereniging voor Dorp en Natuur Amerongen-Leersum en met medewerking van Staatsbosbeheer werd de tuin “verplaatst” naar een perceeltje aan de rand van Landgoed Broekhuizen van ongeveer 0,75 ha.

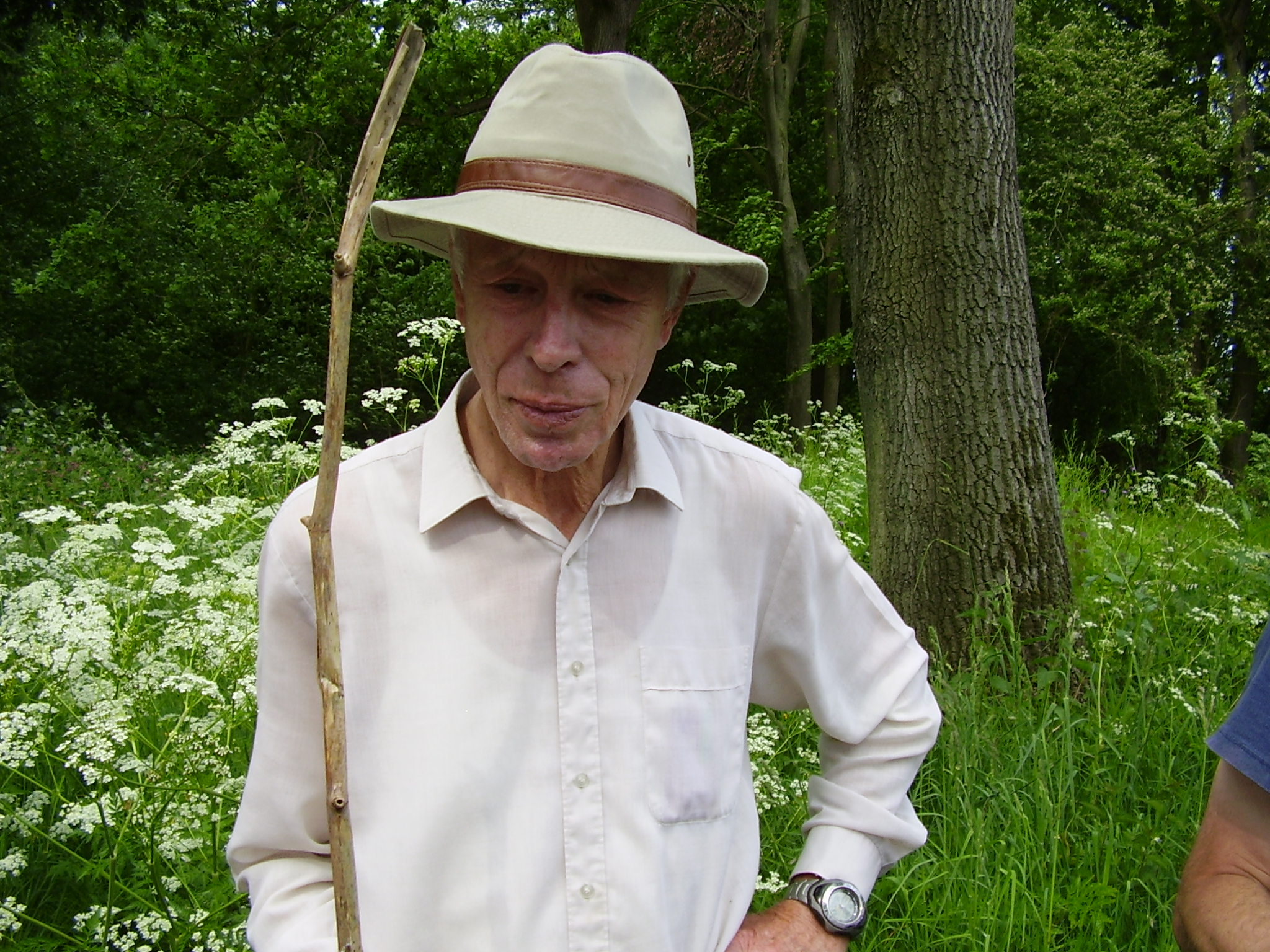
Ger Londo in de Londotuin in 2010

De verhuizing vond plaats in de tweede helft van augustus 1997. Ger Londo, die ook de proeftuin had ontworpen, maakte een plan, en aannemer Albert Schimmel verrichtte het grondwerk. Er werd een grote vijver gegraven in het midden van het terreintje. Met de vrijkomende grond werden twee heuvels opgeworpen. De in de oude proeftuin aanwezige grondsoorten werden naar de nieuwe tuin overgebracht. Sommige vegetaties werden vooraf afgeplagd. De plaggen werden dan na het transport van de grond weer op hun oorspronkelijke grondsoort teruggelegd. Met het grasland dat op de verschillende zandgronden tot ontwikkeling was gekomen lukte dat niet. De zoden vielen uit elkaar.
De afwerking van alle deelterreintjes is door vrijwilligers met handkracht gedaan. In het najaar werd een aantal bomen en struiken aangeplant.
Op het terrein staat een werkschuur, een vroegere schaapskooi. Die doet ook dienst als instructielokaal voor schoolklassen. In 2010 brandde de werkschuur af. Twee jaar lang bivakkeerde de werkgroep in een zeecontainer. De schuur werd herbouwd en in 2012 weer in gebruik genomen.
Op het voorste gedeelte van de onkruidakker werd in 2012 een nieuwe ondiepe vijver aangelegd. Daaromheen werd een moerasje gecreëerd, waarin een nat hoogveenmilieu en een nat duinmilieu werden nagebootst. In het hoogveentje konden zich onder andere twee zonnedauwsoorten  (Drosera) vestigen. Ook groeien in het moerasje parnassia (Parnassia palustris) en bonte paardenstaart (Equisetum variegatum).

## Natuurtuin
Er zijn verschillende methoden om een heemtuin aan te leggen en te onderhouden. Het kan door het aanplanten van gewenste soorten inheemse planten en het wegwieden van ongewenste soorten. Dat lijkt op de manier waarop gewoonlijk wordt getuinierd. In de Londotuin is voor een andere methode gekozen: natuurlijke begroeiingen laten ontstaan en soorten zelf hun plek laten kiezen. Er wordt weinig gewied, maar graslandjes worden wel jaarlijks gemaaid en opgaande bomen en struiken worden af en toe gekapt. Een dergelijke heemtuin wordt door Londo “natuurtuin” genoemd: “natuurbeheer in het klein”.
Om voldoende variatie te krijgen is het nodig om te zorgen voor variatie in bodemgesteldheid. Daarbij mag het geheel niet te voedselrijk zijn. De verschillende grondsoorten uit de voormalige proeftuin deden goede diensten. Ze werden zodanig verwerkt dat er veel geleidelijke overgangen (gradiënten) konden ontstaan. Juist die gradiënten zijn meestal soortenrijk en zijn het leefgebied van bijzondere plantensoorten.

## Biotopen
In de tuin zijn op verschillende grondsoorten een groot aantal verschillende leefmilieus voor planten gevormd, zoals:

### Stinzenbos
Bij de ingang van de tuin groeiden al verschillende boomsoorten, zoals zwarte els (Alnus glutinosa), hazelaar (Corylus avellana), gewone esdoorn (Acer pseudoplatanus), gewone vlier (Sambucus nigra), wilde lijsterbes (Sorbus aucuparia) en hulst (Ilex aquuifolium). Er zijn nog een aantal andere houtige gewassen geplant, bijvoorbeeld haagbeuk (Carpinus betulus), es (Fraxinus excelsior), zoete kers (Prunus avium), gewone vogelkers (Prunus padus), wintereik (Quercus petraea), venijnboom (Taxus baccata) en Gelderse roos (Viburnum opulus). In dit bosje groeien planten zoals holwortel (Corydalis cava), daslook (Allium ursinum) en verschillende soorten stinzenplanten.

### Stinzengrasland
Een voedselrijk grasland, beplant met een aantal stinzenplanten, grenst direct aan het stinzenbos. Hier groeien onder andere het gewoon sneeuwklokje (Galanthus nivalis), verschillende krokussoorten (Crocus), wilde narcis (Narcissus pseudonarcissus subsp. pseudonarcissus) en de kievitsbloem (Fritillaria meleagris).

### Steenheuvel en muurtje
Met brokken baksteen en puin is een heuveltje opgeworpen, dat is afgedekt met dunne laagjes grond. Op het zuiden zijn enkele muurtjes en terrasjes gemaakt. Hier zijn planten zoals muurpeper (Sedum acre), muurbloem (Erysimum cheiri) en grote tijm (Thymus pulegioides) aangeplant. Aan de andere kant van het pad ligt een keermuur op het noorden, geschikt voor varens, zoals muurvaren (Asplenium ruta-muraria), steenbreekvaren (A. trichomanes) en tongvaren (A. scolopendrium).

### Onkruidakker

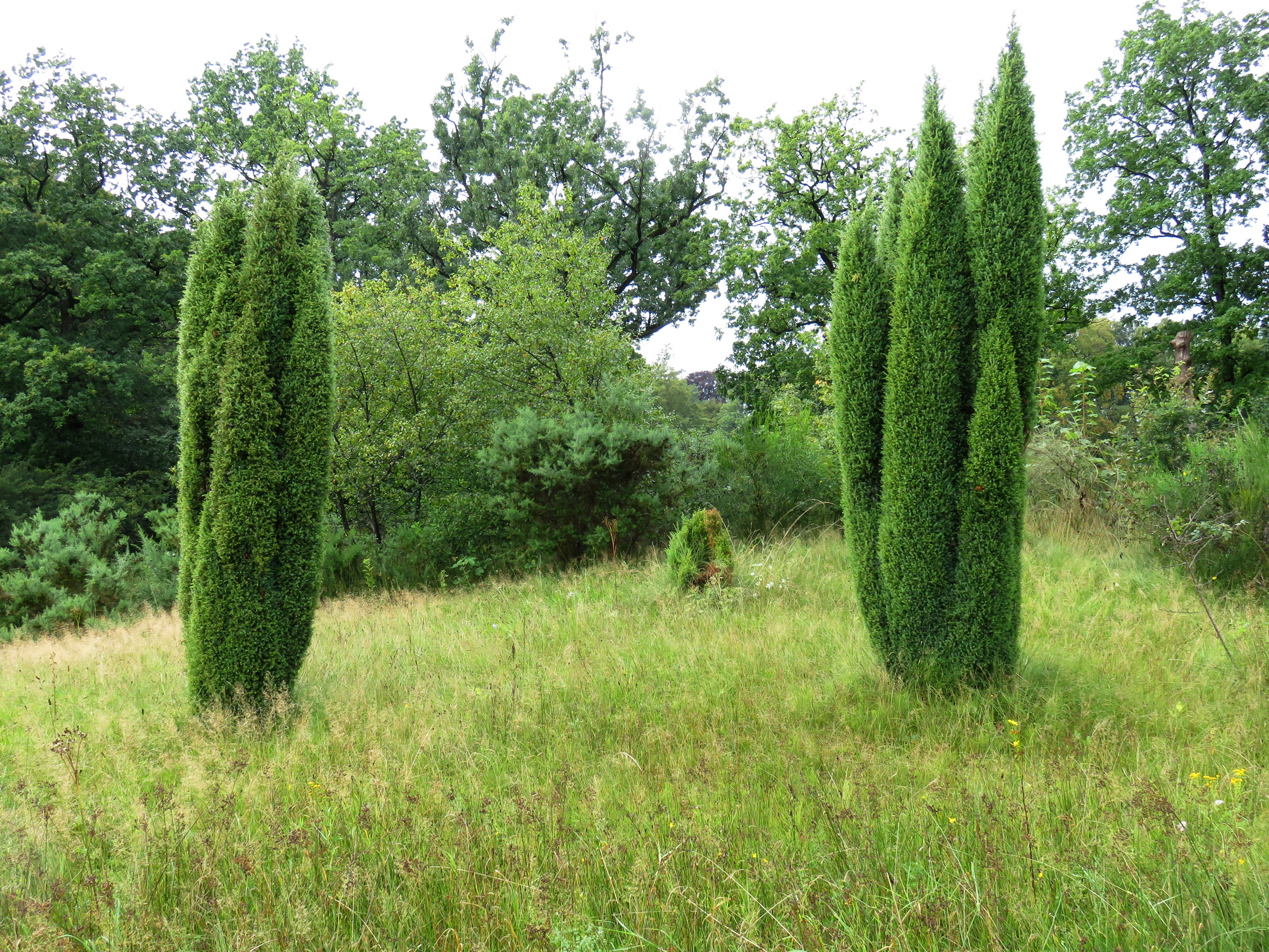
Jeneverbessen op de zand-kleiheuvel in de tuin

Op een klein akkertje worden graansoorten, boekweit (Fagopyrum esculentum) en vlas (Linum usitatissimum) geteeld. Daartussen groeien akkeronkruiden, zoals klaproos (Papaver) en korenbloem (Centaurea cyanus). De akker wordt ieder najaar omgespit, en een deel ook nog eens in het voorjaar.

### Zand-kleiheuvel
Dit is een van de drie heuvels die bestaan uit grond afkomstig van de oude proeftuin. De zand-kleiheuvel is gedeeltelijk afgedekt met kalkrijke klei, en gedeeltelijk met stuifzand van de Utrechtse Heuvelrug. Hier kunnen veel struisgrassen (Agrostis) gevonden worden. Op de klei groeien ook glad walstro (Galium mollugo), veldlathyrus (Ĺathyrus pratensis) en margriet (Leucanthemum vulgare).

### Mergelheuvel
De tweede heuvel is opgebouwd uit mergel uit Zuid-Limburg. Hier kan zich soortenrijk kalkgrasland ontwikkelen, met orchideeën. Een deel van de vegetatie is “getransplanteerd” uit de oude proeftuin. Op een ander deel is lössgrond opgebracht en op de top van de heuvel voedselarme en kalkarme leem. Op de heuvel groeien planten als de gulden sleutelbloem (Primula veris), zeegroene zegge (Carex flacca) en geel zonneroosje (Helianthemum nummularium).

### Duinheuvel
De derde heuvel is opgebouwd met  kalkarm duinzand, met kalkrijk duinzand, met rivierzand en met een dun laagje klei over rivierzand. Typische duinstruikjes die hier groeien zijn zuurbes (Berberis vulgaris) en egelantier (Rosa rubiginosa).

### Vijverheuvel
Met het zand dat vrijkwam door het uitgraven van de vijver is de vijverheuvel opgeworpen. Het lemige zand zorgde voor een kale bodem, die snel uitdroogde. Hier vestigde zich aanvankelijk veel pitrus (Juncus effusus), maar na verloop van tijd verschenen ook andere soorten zoals het rapunzelklokje (Campanula rapunculus) en de steenanjer (Dianthus deltoides). Er zijn enkele struiken aangeplant die bij het voedselarme en kalkarme milieu horen, zoals gaspeldoorn (Ulex europaeus), brem (Cytisus scoparius) en jeneverbes (Jniperus communis).

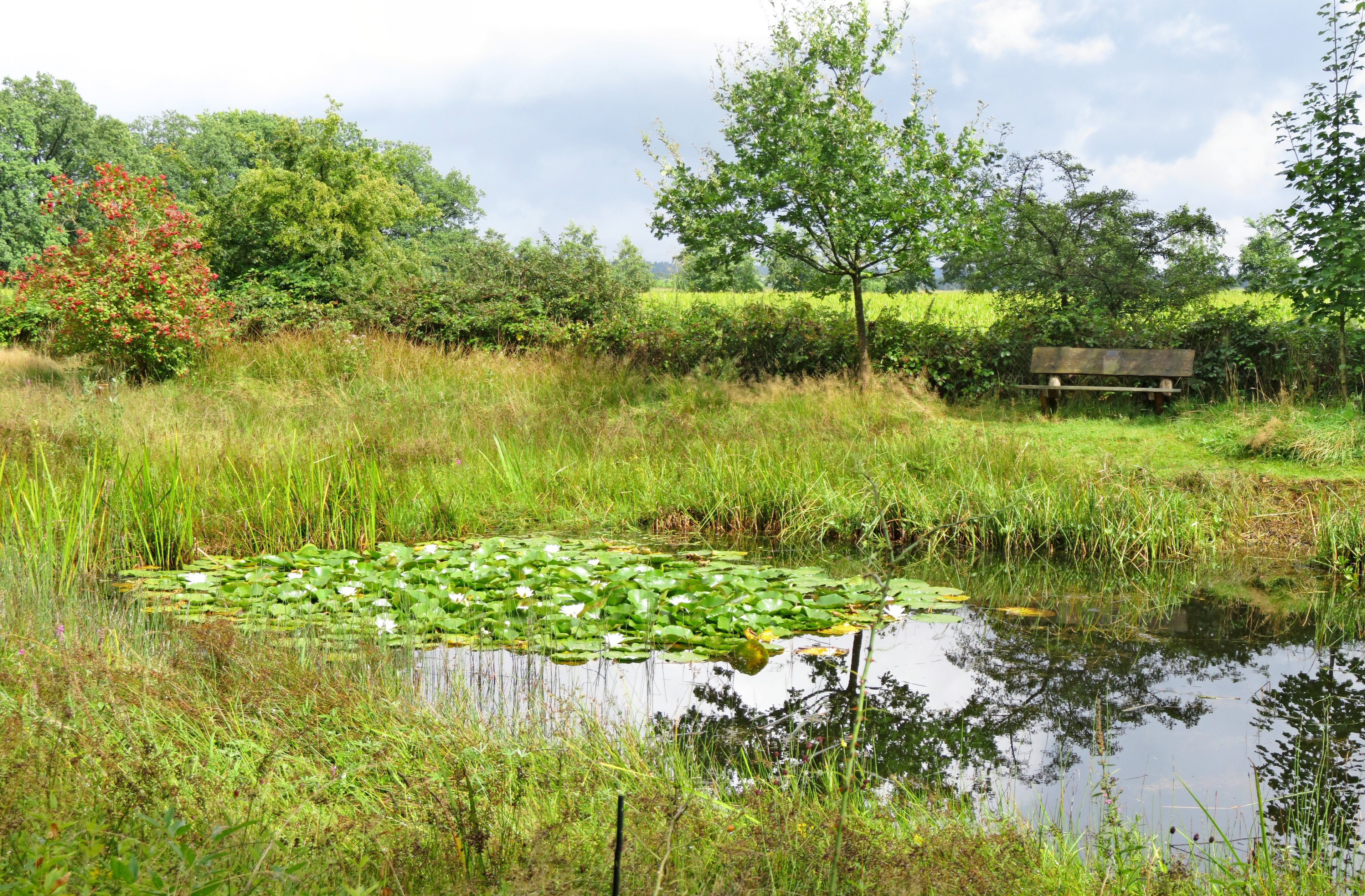
De vijver

### Vijver
In de vijver groeien watergentiaan (Nymphoides peltata), aarvederkruid (Myriophyllum spicatum) en smalle waterpest (Elodea nuttallii). Langs de oevers groeien gele lis (Iris pseudacorus), moerasspirea (Filipendula ulmaria) en moeraswederik (Lysimachia thyrsiflora). In het natte schraalland bij de vijver groeien ook rietorchis (Dactylorhiza majalis subsp. praetermissa) en moeraswespenorchis (Epipactus palustris).

### Grote heuvel
Aan de andere kant van de vijver is ook een heuvel gemaakt met grond uit de vijver. De begroeiing lijkt op die van de vijverheuvel.

### Verruigd grasland
Het achterste deel van de tuin wordt niet meer gemaaid. Hier ontwikkelt zich via een stadium van verruigd grasland een struweel, dat vooral voor vogels en kleine zoogdieren aantrekkelijk is.